# Telhado

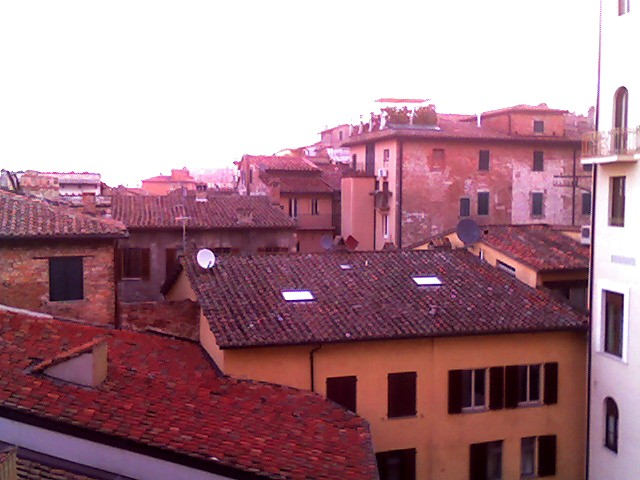
Telhados de Perúgia, Itália.

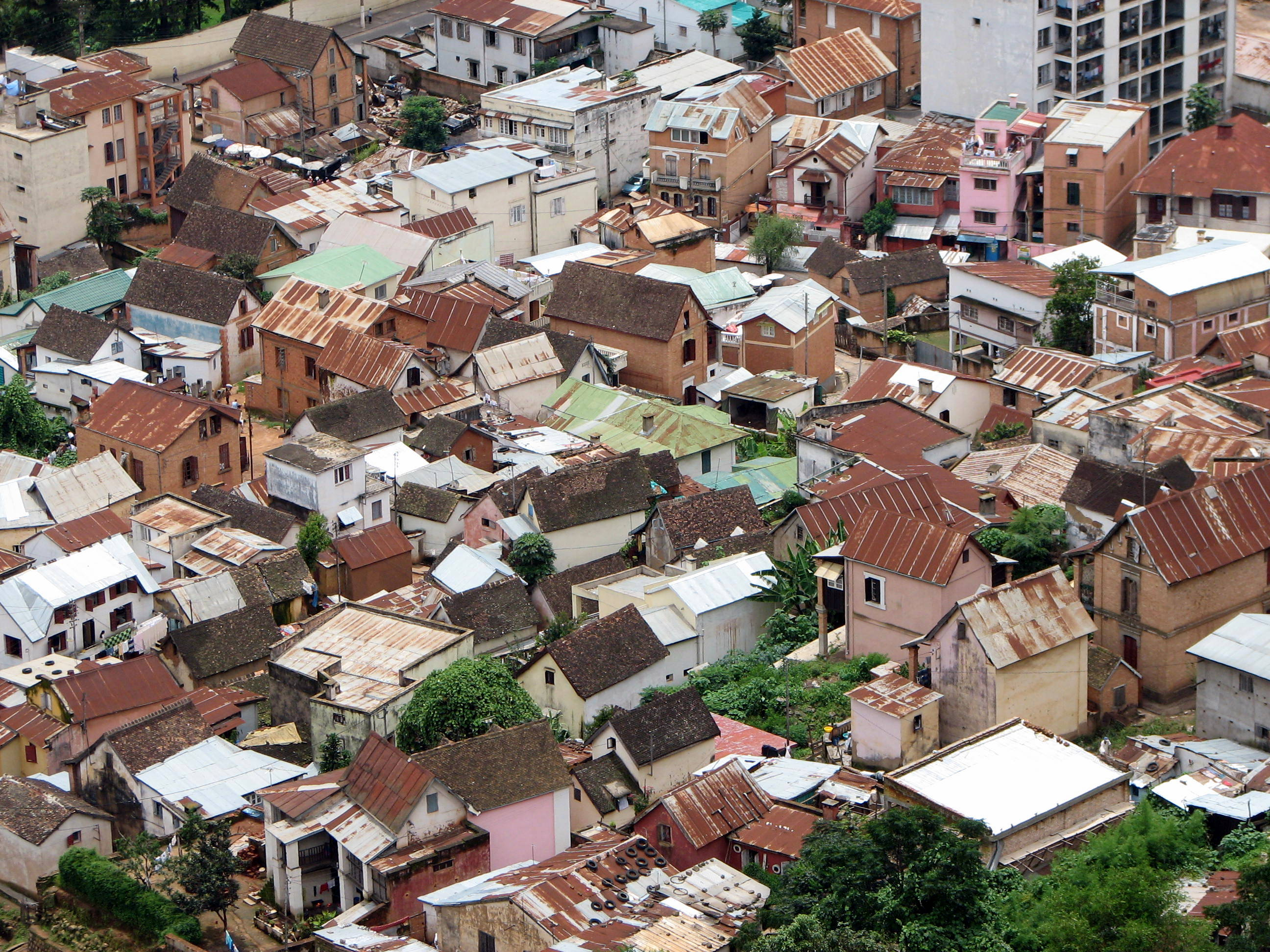
Telhados de Antananarivo, Madagascar.

Chama-se vulgarmente de telhado qualquer tipo de cobertura em uma edificação. Porém, o telhado, rigorosamente, é apenas uma categoria de cobertura, em geral caracterizado por possuir um ou mais planos inclinados em relação à linha horizontal (diferente, por exemplo, das lajes planas ou das cúpulas). A cada um destes planos inclinados, dá-se o nome de água.
A principal função do telhado é a mesma que a de qualquer outra cobertura: proteger o espaço interno do edifício das intempéries do ambiente exterior (como a neve, a chuva, o vento, entre outros), também concedendo aos usuários aí localizados privacidade e conforto (através de proteção acústica, térmica, etc). Porém, diferente de outros sistemas de cobertura, o telhado também promove a captação e distribuição das águas pluviais.
Os telhados existem em vários formatos, mas todos, de uma forma geral, são constituídos pela composição de planos inclinados. De todos, o mais simples é o telhado de duas águas (o qual pode ser verificado, por exemplo, nos templos gregos clássicos). Em geral, seu principal elemento construtivo é a telha (que, por sua vez, pode ser constituída de barro, metal ou outros materiais). Normalmente a inclinação das águas de um telhado corresponde às necessidades climáticas da região no qual é construído e da cultura do lugar: alguns telhados na Europa, por exemplo, principalmente nos Alpes, possuem a cumeeira bem elevada, de forma a que os planos inclinem-se em ângulos superiores a 60º, a fim de suportar de maneira mais eficiente o peso extra da neve. Em um país tropical como o Brasil, por exemplo, tal telhado apenas se justificaria por razões estéticas. Os telhados produzidos por populações indígenas, por exemplo, constituídos de palha seca ou sapê, são inclinados em 20º a 30º correspondendo aproximadamente a uma inclinação de 50%, possibilitando um bom escoamento das águas e tornando-o quase inteiramente impermeável.
A inclinação do telhado está diretamente ligada ao tipo de cobertura empregada e a atuação do vento na região. Atentando principalmente para o melhor escoamento das águas pluviais, impedindo a transmissão de umidade para o interior do imóvel.

## Principais componentes do telhado
- Telha
- Ripas
- Caibros
- Tesoura
- Terça de cumeeira

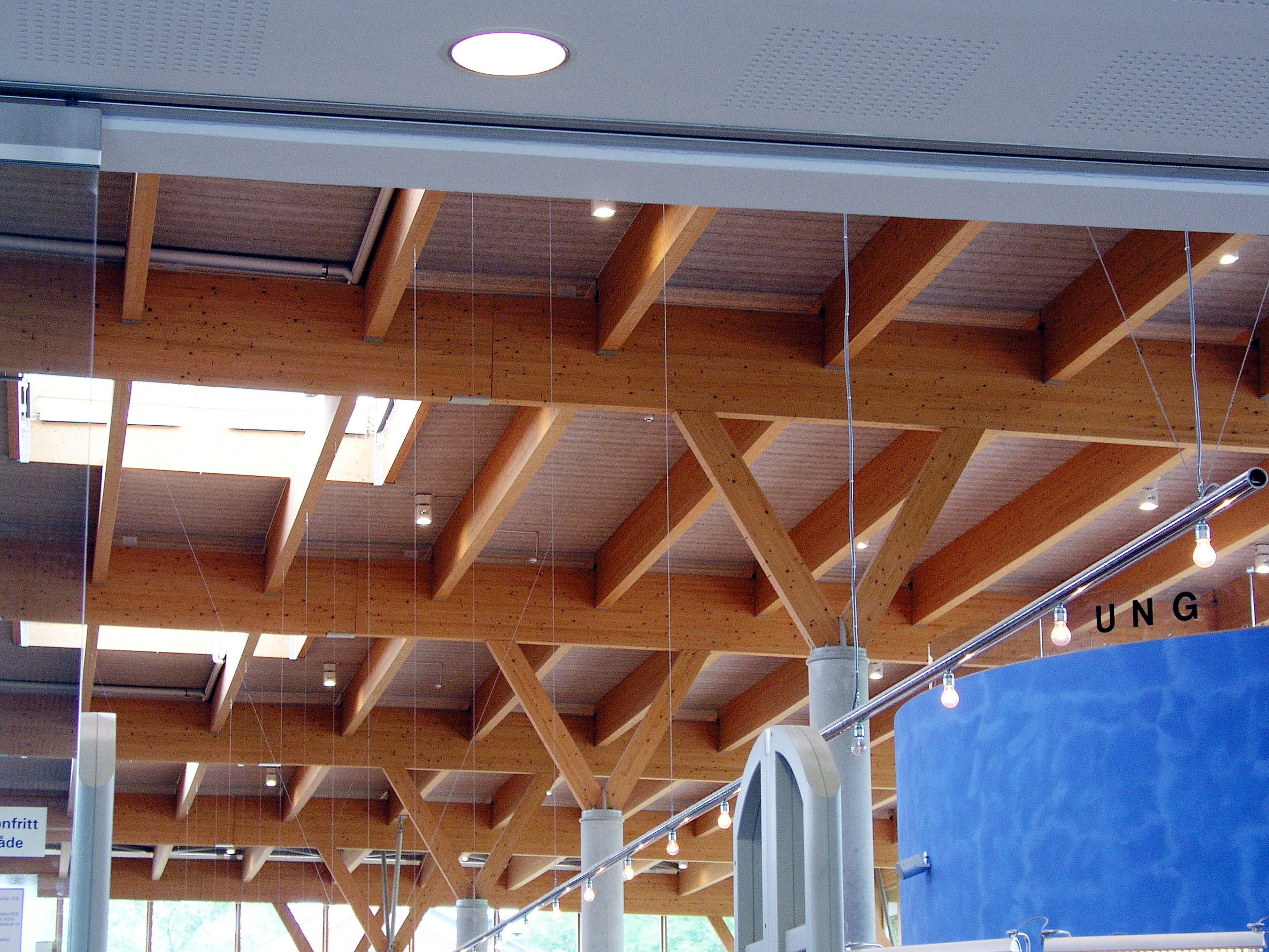
Armações de um telhado.

- Tirante, tensor ou banzo inferior: Parte inferior da trama do telhado
- Pema
- Mão francesa
- Pontalete (construção)
- Frechal
- Contrafrechal
- Pendural
- Rufo
- Subcobertura

## Tipos

### Uma água
Telhado de uma água (também chamado meia-água) "é metade" de um telhado convencional (duas águas). Trata-se de apenas um plano de telhado e toda a água é projetada para um lado apenas. É o telhado mais simples e barato de construir pois seus apoios são muitas vezes a própria estrutura (as paredes).

### Duas Águas
Composto por dois planos podendo ter uma cumeeira no meio. 

### Quatro Águas
O telhado é cortado por cumeeiras que projetam a água para os quatro lados, produzindo planos inclinados nas quatro direções.

### Outros elementos do telhado
Telhados podem misturar diferentes aspectos arquitetônicos, tendo partes em duas águas, meia água e quatro águas, incluindo janelas e a chamada mansarda.

### Telhado Ecológico
Existem algumas variedades de telhados ecológicos, entre eles o telhado PET (reciclado de garrafas PET), a telha de tetrapak (reciclado de caixas de leite) e o fibra vegetal. Seus benefícios vão além da reciclagem e sim ao custo pois por ser de um material mais leve exige uma estrutura mais barato para instalação ao comparado as de cerâmica. Outra variação seria o telhado verde que tem como base a vegetação, trazendo inúmeras vantagens para o meio ambiente e para a construção, como por exemplo, tornando a  umidade relativa do ar constante e absorvendo melhor sons externos.